# Opper-Silezisch voetbalkampioenschap 1912/13
In 1912/13 werd het zevende Opper-Silezisch voetbalkampioenschap gespeeld, dat georganiseerd werd door de Zuidoost-Duitse voetbalbond.
Preußen Kattowitz werd kampioen en plaatste zich voor de Zuidoost-Duitse eindronde. De club versloeg ATV Liegnitz met 3:1 en kreeg een bye voor de halve finale. In de finale verloren ze van FC Askania 01 Forst met 0:4.
FC Britannia Beuthen en SC Beuthen fuseerden tot Beuthener SuSV 09.

## 1. Klasse

### Gau Gleiwitz
| Plaats | Club                    | Wed. | W | G | V | Saldo | Ptn |
| ------ | ----------------------- | ---- | - | - | - | ----- | --- |
| 1.     | RV 09 Gleiwitz          |      |   |   |   |       |     |
| 2.     | SC Preußen 1910 Zaborze |      |   |   |   |       |     |
| 3.     | VfB 1910 Gleiwitz       |      |   |   |   |       |     |

### Gau Kattowitz
| Plaats | Club                  | Wed.        | W           | G           | V           | Saldo       | Ptn         |
| ------ | --------------------- | ----------- | ----------- | ----------- | ----------- | ----------- | ----------- |
| 1.     | FC Preußen Kattowitz  | 8           | 7           | 0           | 1           | 26:11       | 14:02       |
| 2.     | Beuthener SuSV 09     | 8           | 6           | 0           | 2           | 22:16       | 12:04       |
| 3.     | SC Germania Kattowitz | 8           | 4           | 0           | 4           | 33:25       | 08:08       |
| 4.     | VfR Königshütte       | 8           | 2           | 0           | 6           | 08:29       | 04:12       |
| 5.     | SC Diana Kattowitz    | 8           | 1           | 0           | 7           | 06:14       | 02:14       |
| 6.     | Kattowitzer SC (1)    | Uitgesloten | Uitgesloten | Uitgesloten | Uitgesloten | Uitgesloten | Uitgesloten |

 (1): Kattowitzer SC werd uit de competitie gezet nadat ze vier keer niet kwamen opdagen. Reeds gespeelde wedstrijden werden geannuleerd.
|  | Kampioen, geplaatst voor Zuidoost-Duitse eindronde |
|  | Degradatie                                         |